# Phyllotreta hochetlingeri
Phyllotreta hochetlingeri es una especie de insecto coleóptero de la familia Chrysomelidae. Fue descrita científicamente en 1917 por Fleischer.